# Медленный фокстрот
Медленный фокстрот (Slow Foxtrot)— танец Европейской программы, исполняется на соревнованиях, начиная с C класса.
Фокстрот — развившийся в 1912 г. в США из не столь темпераментного ванстепа новый парный танец. Существует ошибочное мнение, что название танца произошло от английского слова foxtrot, что переводится как «лисья походка». На самом деле это не так. Фокстрот был изобретен Гарри Фоксом (Harry Fox) для выступления на шоу в Нью-Йорке в 1913 г. После Первой мировой войны всеобщее увлечение фокстротом перекинулось на страны Европы. Необыкновенно гармоничный танец, сочетающий прежде всего неповторимую «гладкую» скользящесть (невесомость) шагов, воздушность, легкость. Пожалуй, только здесь оба партнера полностью сливаются в танце, как единое целое. Действительно неповторимый, несравнимый ни с чем танец, обаятельный Фокстрот, имеющий множество интерпретаций, является самым сложным танцем стандартной программы..
Фокстрот был частью представления «Jardin Danse» на крыше Нью-Йоркского театра. Как часть своего выступления Гарри Фокс делал шаги «рысью» («trotting») под музыку «ragtime», и люди назвали его танец «Fox’s Trot» (потом «s» пропала, а произношение осталось). Гладкость («smooth») — одна из основных характеристик фокстрота. Есть версия (очень сомнительная), что название произошло из-за лисы («fox»), поскольку только она якобы имеет необычную походку среди животных, когда ноги ставятся в одну линию (след в след).
Первоначальный вариант фокстрота исполнялся таким образом, что левая и правая нога ставились одна перед другой по одной линии. Только в 1950-х была развита «Пересмотренная техника», в которой левая и правая нога двигаются по своей линии, лишь иногда попадая на чужую. К концу Первой Мировой войны медленный фокстрот состоял всего из трех шагов (тройной шаг). К концу 1918 года было придуманa «волна» («wave»), также называемая «jazz-roll». Американец Морган придумал «open spinturn» (открытый спин-поворот) в 1919 году. Элита танцующего мира сразу же постаралась освоить новый необычный стиль движения в танце. В 1920 году очень талантливый американец Андерсон приехал в Лондон и вместе с Жозефиной Бредли выиграл много танцевальных состязаний. Эта пара придумала всего два новых движения, но без них невозможно вообразить современный фокстрот. Это «шаг перо» и «смена направления». Огромное количество фигур было придумано в 1922 году известным танцором, победителем танцевальных конкурсов Франком Фордом, в том числе «heelturns». Знаменитая в то время пара танцоров — Вернон и Ирен Кастл, потратила много времени на популяризацию фокстрота, считая его лучшим из всех европейских и вообще из всех возможных танцев.
Фокстрот дал самый существенный толчок для всего бального танца. Комбинация быстрых и медленных шагов создает огромное количество вариаций и приносит намного больше удовольствия, чем танцевание всех шагов в одном ритме, на каждый счет (а до этого абсолютно все танцы танцевались в одном ритме). Имеется большое количество разнообразных ритмических сочетаний шагов в фокстроте, он является самым трудным танцем для изучения из-за сложного ритмического характера движения.
Музыкальный размер этого танца — 4/4, темп 27-29 тактов в минуту, истинно медленный по естественной спокойности. Счет: «1», «2», «3», «4». Движения формируются из счетов «Медленно» и «Быстро» («Slow»/«Quick»). Акценты: очень мягко, почти незаметно, акцентируются как «1», «3», доли такта, так и подъемы / снижения.